# Paya Rengas
Paya Rengas is een bestuurslaag in het regentschap Langkat van de provincie Noord-Sumatra, Indonesië. Paya Rengas telt 3199 inwoners (volkstelling 2010).